# Augustin Gazier
Pour les articles homonymes, voir Gazier.
Augustin Gazier, né le 29 août 1844 à Paris, où il est mort le 20 mars 1922, est un historien français spécialiste du jansénisme.

## Biographie
Augustin Gazier appartenait à une famille de tradition janséniste. Son père était un ancien instituteur membre de la Société des écoles chrétiennes du faubourg Saint-Antoine, dont les membres étaient souvent appelés « Frères Tabourins ».
Entré à l'École normale supérieure en 1865, agrégé de grammaire en 1868, Augustin Gazier soutient ses deux thèses de doctorat ès lettres le 29 décembre 1875 à la Faculté de Paris. La première, en français, traite des dernières années du cardinal de Retz. La deuxième, en latin, s'intéresse aux hymnes sacrés de Jean de Santeul alias Santolius Victorinus. Entre 1881 et 1899, il participe à de très nombreuses soutenances de thèses de doctorat, en qualité de membre du jury.
Professeur aux lycées de Montpellier et de Versailles, au lycée Saint-Louis et au collège Rollin à Paris puis en 1880, maître de conférences de langue et de littérature latines à la Sorbonne. Il est maître de conférences de littérature française en 1897, professeur-adjoint en 1894. et professeur de poésie française, toujours à la Sorbonne. Il y fait toute sa carrière, quittant l'université en 1914 avec le titre de professeur. Il enseigne la littérature du XVIIe siècle.
Outre son activité enseignante, Augustin Gazier se fait rapidement connaître du monde des historiens par ses travaux sur le jansénisme. En effet, depuis 1878, il est chargé de la bibliothèque de la Société de Port-Royal, qui gère le patrimoine des descendants des jansénistes. Cette société est la descendante de la Boîte à Perrette du XVIIIe. Dans cette bibliothèque, il dispose de nombreux matériaux pour écrire des ouvrages sur différents points de l'histoire du jansénisme. Il conserve également une grande partie des archives de l'abbé Grégoire. Les richesses de cette bibliothèque le mettent en relation avec les grands historiens de son temps et lui permettent d'être considéré à son époque comme le plus important historien du jansénisme.
En 1883, il reçoit le prix Archon-Despérouses.
Il s'occupe également des commémorations du bicentenaire de la mort de Racine en 1899 et du bicentenaire de la destruction de l'abbaye de Port-Royal des Champs en 1909.
À la fin de sa vie, il entreprend une grande histoire du jansénisme, qui ne sera publiée qu'après sa mort.

## Publications
(Liste non exhaustive) 
- Les dernières années du cardinal de Retz, 1655-1679, étude historique et littéraire, Paris, E. Thorin, 1875, 328 p.
- Choix de sermons de Bossuet (1653-1691), Paris, Vve E. Belin et fils, 1882, 597 p. Prix Archon-Despérouses de l’Académie française en 1883.
- Études sur l'histoire religieuse de la Révolution française, d'après des documents originaux et inédits, depuis la réunion des états généraux jusqu'au Directoire, Paris, A. Colin, 1887.
- Nouveau dictionnaire classique illustré, 1888.
- Mélanges de littérature et d’histoire, Paris, A. Colin, 1904, 354 p. Prix Marcelin Guérin de l’Académie française.
- Les christs prétendus jansénistes, Honoré Champion, 1910.
- Blaise Pascal et Antoine Escobar, étude historique et critique..., Paris, H. et E. Champion, 1912, 76 p.
- Bossuet et Louis XIV (1662-1704), étude historique sur le caractère de Bossuet..., Paris, E. Champion, 1914, 128 p.
- Petite histoire de la littérature française, Paris, Armand Colin, 1917, 627 p. [Un livre scolaire destiné aux « jeunes Français » (p. 5).]
- Histoire générale du mouvement janséniste depuis ses origines jusqu’à nos jours, Honoré Champion, 1923.

## Distinctions
- Officier de la Légion d'honneur